# 中国匣
《中国匣》（英語：Chinese Box）是1997年上映的電影。影片由王穎執導，並由傑瑞米·艾恩斯、巩俐、張曼玉和許冠文主演。本片在美國藝術電影市場的票房成績不俗。
電影背景是1997年6月30日香港回歸中國。電影有向保羅·索魯致謝，因他1997年小說《九龍塘》中探討的主題有作為故事資料。

## 外部連結
- 互联网电影数据库（IMDb）上《中国匣》的资料（英文）
- 爛番茄上《中国匣》的資料（英文）
- Box Office Mojo上《中国匣》的資料（英文）